# Juan Introini
Juan Introini (* 13. Februar 1948 in Montevideo, Uruguay; † 6. Juli 2013) war ein uruguayischer Schriftsteller, literarischer Essayist und Hochschullehrer.
Introini erwarb 1971 einen geisteswissenschaftlichen Abschluss (Licenciado en Letras) an der Facultad de Humanidades y Ciencias (FHC) der Universidad de la República (UdelaR) in Montevideo. 1977 beendete er dann ein Literaturstudium am Instituto de Profesores Artigas (IPA). In der Folgezeit erhielt er diverse Stipendien, unter anderem von der italienischen Regierung und dem Instituto Cooperación Iberoamericana (IBI). Bereits ab 1969 arbeitete er auch in der Funktion eines wissenschaftlichen Assistenten als Universitäts-Dozent an der UdelaR. Von 1972 bis 1992 wirkte er als Lehrer im Bereich der Sekundarstufe sowohl an privaten als auch öffentlichen Liceos. Anfang des 21. Jahrhunderts war er zudem als Profesor Agregado an der Universidad de la República und als Direktor der dortigen Philologie-Abteilung der Facultad de Humanidades y Ciencias de la Educación (FHCE) tätig. Introini schrieb unter anderem die Romane El intruso, La llave de plata, La tumba und Enmascarado.

## Veröffentlichungen
- El intruso, 1989
- Naturaleza muerta in Extraños y extranjeros (Anthologie), 1991
- La llave de plata, 1995
- La tumba, 2002
- Descartes in El cuento uruguayo (Anthologie), 2002
- Enmascarado, 2007